# Горный журнал (Известия вузов)
«Горный журнал» (Известия вузов) (Гірничий журнал. Вісті вишів) — науково-виробничий журнал.
Країна видання — Росія.
Спеціалізація: Розробка та періодична переробка (збагачення) вугільних, рудних та нерудних корисних копалин.
Рік заснування 1958.
Чисел на рік — 12.